# یواس‌اس سیگل (ای‌ام‌اس-۵۵)
یواس‌اس سیگل (ای‌ام‌اس-۵۵) (به انگلیسی: USS Seagull (AMS-55)) یک کشتی بود که طول آن ۱۳۶ فوت (۴۱ متر) بود. این کشتی در سال ۱۹۴۳ ساخته شد.